# Cervejaria Duvel

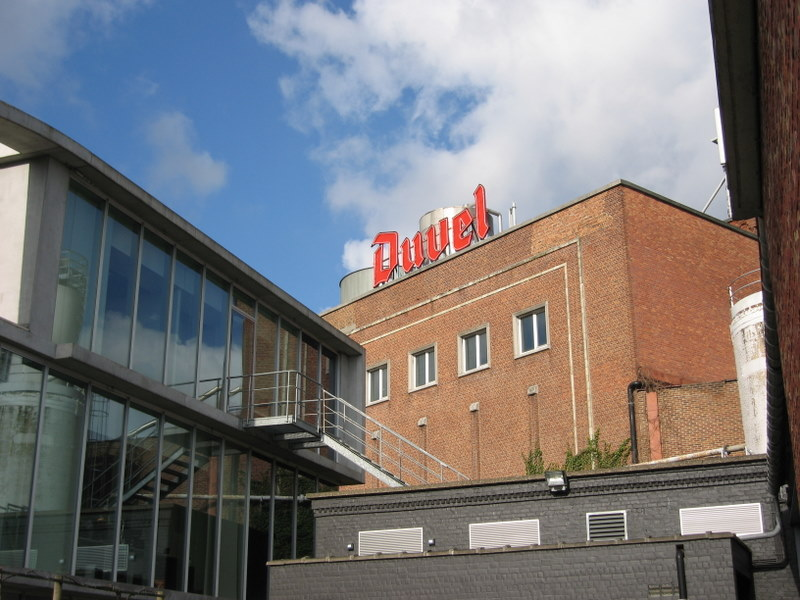
Cervejaria Duvel Moortgat

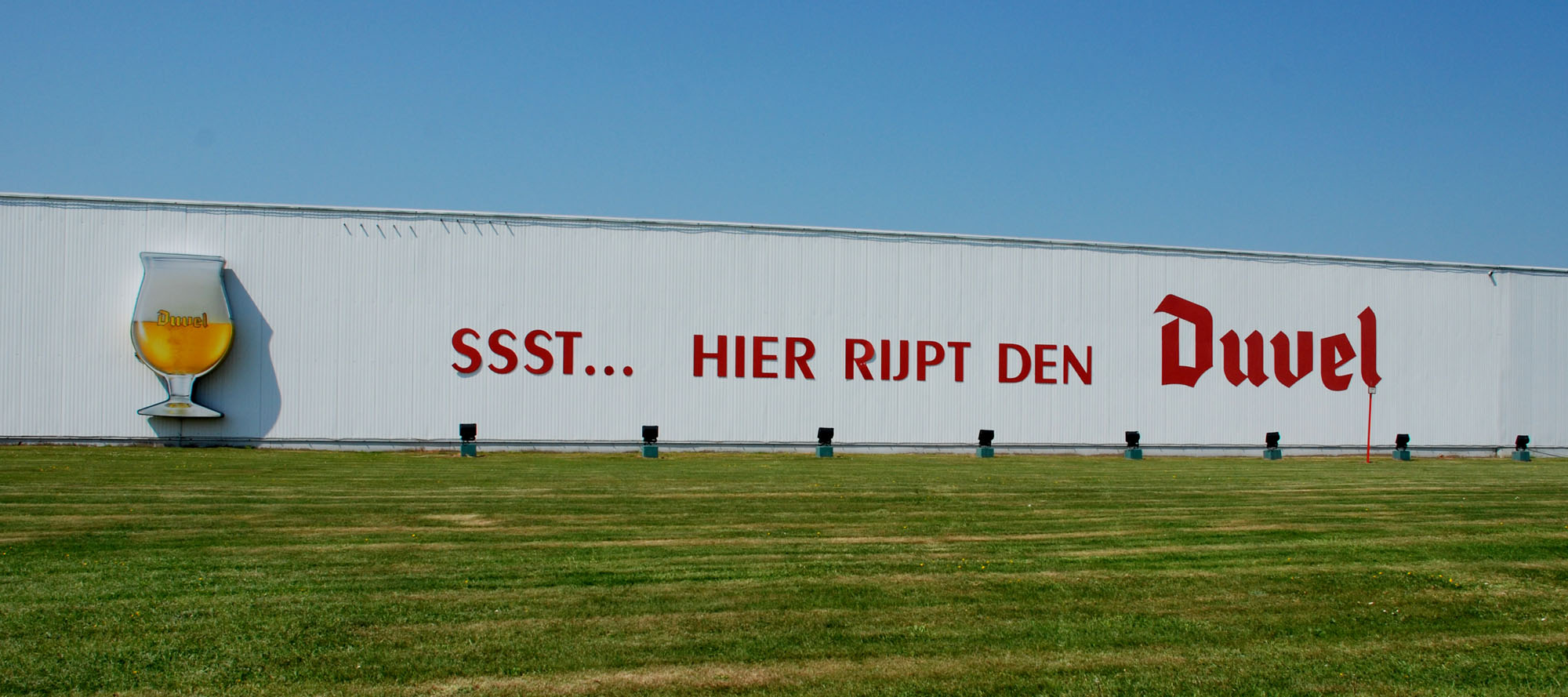
Ssst... hier rijpt den Duvel do holandês: Shhh... Duvel está amadurecendo aqui

A Cervejaria Duvel Moortgat (Brouwerij Duvel Moortgat) é uma cervejaria flamenga de controle familiar fundada em 1871. Sua forte pale ale dourada, Duvel, é o produto da empresa mais conhecida que é exportado para mais de 40 países. Duvel (pronuncia-doo-vel) é a palavra em um dialeto da região de Antuérpia para diabo, a palavra holandesa padrão sendo Duivel [dœy̯v]

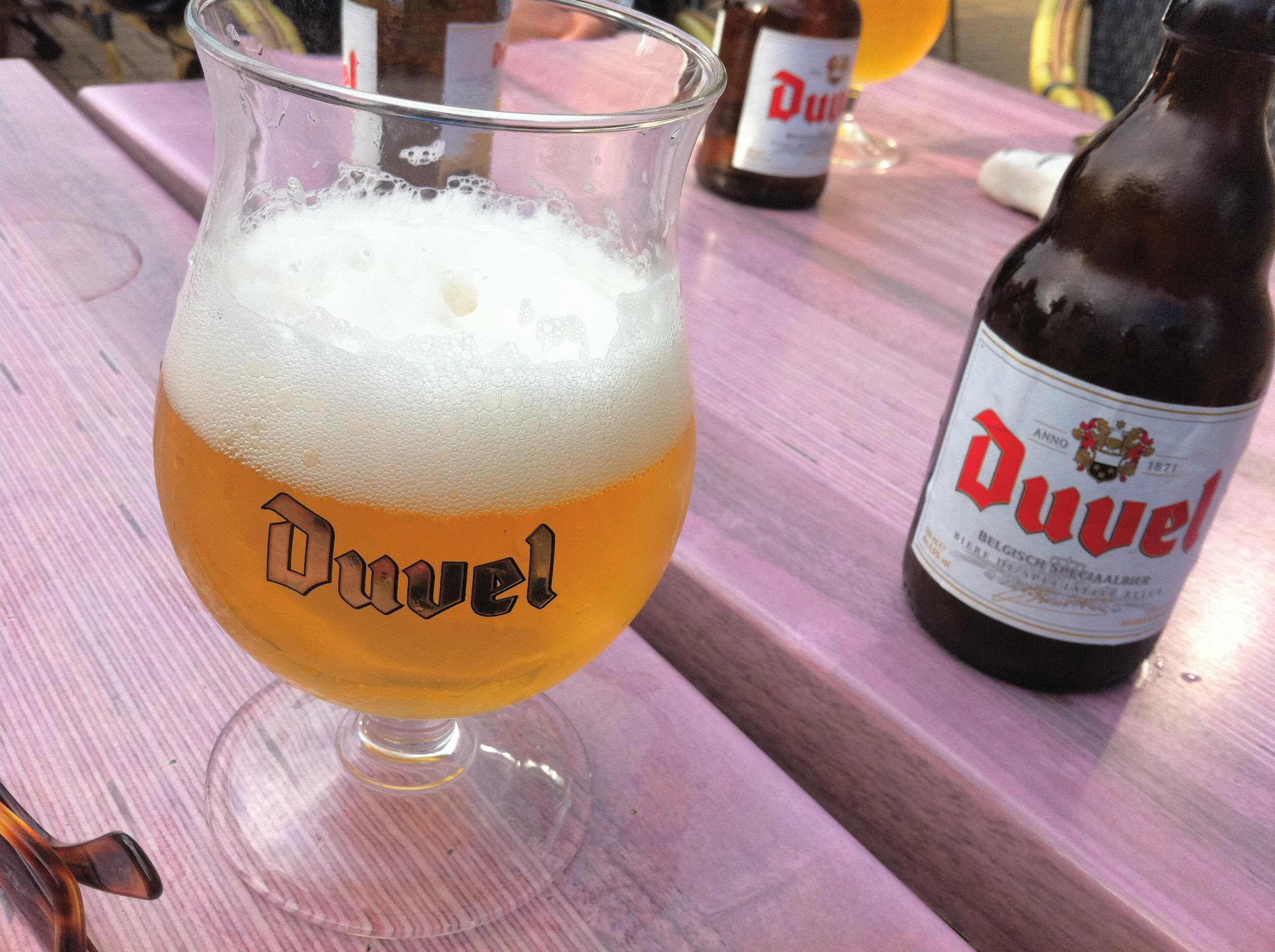
Cerveja Duvel

## História
A cervejaria Moortgat foi fundada em 1871 por Jan-Leonard Moortgat, que descende de uma família de fabricantes de cerveja que viviam em Steenhuffel, Bélgica. Na década de 1950, a terceira geração de Moortgats assumiu o controle da cervejaria.No início dos anos década de 1970, quando a empresa estava com dificuldades financeiras, Moortgat engarrafava e distribuía a cerveja dinamarquesa, Tuborg. As duas empresas finalizaram este arranjo no início da década de 1980, mas isso salvou a cervejaria que, graças a isto, conseguiu desenvolver canais de distribuição maciça para  sua cerveja Duvel. 

## References
1. ↑  Kevin Collison (17 de outubro de 2013). «Kansas City's Boulevard Brewing is sold to Belgian firm». Kansas City Star. Consultado em 15 de setembro de 2015